# Radu-Emil Mărdărescu
Radu-Emil Mărdărescu (n. 19 februarie 1907, București – d. 10 septembrie 1968, Brașov) a fost un renumit inginer mecanic român, inventator, proiectant și constructor în domeniul automobilului și al aviației, fondator al ingineriei automobilului în România. El a avut, fără putință de tăgadă, cea mai bogată activitate de proiectare și încercări motoare dintre toate cadrele universitare din țară. 

## Date biografice
Radu-Emil Mărdărescu s-a născut la București, provenind dintr-o familie înstărită, de intelectuali cu nume. Astfel, fratele bunicului său era vestitul general Gheorghe Mărdărescu, fost ministru de război în cabinetul Ion I. C. Brătitianu, în timp ce tatăl său, Emil Mărdărescu (1880 – 1935), a fost inginer cu studii de petrol și mine făcute la Freiburg im Breisgau (Germania), profesor universitar, predând cursuri de tehnologia exploatării și procesării petrolului iar, după Primul Război Mondial, devenea proprietar de sonde și terenuri petrolifere. Mama sa, născută Zoe Cosăceanu, a urmat cursurile Facultății de Filologie din București, studiind, în paralel, pianul, la Conservatorul Belle Arte din București. Ea era sora cunoscutei sculptorițe Margareta Cosăceanu-Lavrillier, cea care a realizat mulajul pentru mâna și masca mortuară a marelui muzician român George Enescu.
Dintr-o primă căsătorie, profesorul Radu-Emil Mărdărescu a avut un fiu, Radu Mărdărescu, iar din a doua căsătorie, cu Steliana Mărdărescu, a avut pe Raluca  Mărdărescu (1953-1980) și pe Vladimir Mărdărescu, cel care i-a continuat, într-un anume fel, activitatea inginerească a tatălui său. 

## Studii
A absolvit Liceul Gheorghe Lazăr din București și, cu ocazia susținerii examenului de bacalaureat, îl impresionează pe președintele comisiei, care era chiar matematicianul Gheorghe Țițeica. Ca urmare, după terminarea liceului, se înscrie la Facultatea de Matematici din Bucuresti, unde  leagă o strânsă prietenie cu marele matematician de mai târziu, Grigore Moisil. Concomitent cu facultatea, el și-a satisfăcut stagiului militar la Școala Militară de Geniu, devenind ofițer în rezervă.
În anul 1928 pleacă, împreună cu fratele său, Vladimir Pascal Mărdărescu, la Dresda, în Germania, pentru a urma cursurile prestigioasei politehnicii de acolo (Dresden Technische Hochschule), în domeniul construcției de automobile și motoare. După anul de verificare a aptitudinilor practice, obligatoriu pentru fiecare student, începe să urmeze cursurile acestei școli. În timpul studenției, Radu Mărdărescu se remarcă la concursurile de atletism și scrimă organizate la Dresda și, tot aici, are ocazia de a colabora cu specialiștii de la Auto-Union, încă de la fondarea acestui amalgam automobilistic, împreună cu care se va ocupa de pregatirea motoarelor pentru curse. Cu această ocazie, fratele său, Vladimir, a obținut chiar și acreditatea ca pilot de curse. Tot în timpul studenției, în anul 1935, este selecționat în echipa germană de explorare a Polului Nord și, după câteva luni de antrenament în condițiile de climă polară, pe insulele din arhipelagul Nordic al Norvegiei, pornește în expediție la Polul Nord, unde va răspunde de aparatura de cercetare a particulelor de mare energie din univers, care provin de la soare. În același an, 1935, încetează din viață tatăl său, Emil Mărdărescu, și este nevoit să întrerupă expediția și să se întoarcă acasă pentru a fi prezent la înmormântarea acestuia.
În 1936 revine în țară, definitiv, și se angajează la IAR - Brașov, (devenită, în 1947, IMS Brașov). Acolo ocupă, succesiv, următoarele posturi: inginer (1936), șef birou proiecte (1939), șef secție experiențe (1940), șef serviciu încercări motoare (1941), șef serviciu general de studii (1944), director tehnic  (1947) și inginer șef constructor (1949). În 1947, după naționalizare, pe când Radu Mărdărescu era director tehnic la Întreprinderea Metalurgică de Stat Brașov, fratele său, Vladimir Mărdărescu, era directorul general al Întreprinderii Metalurgice de Stat Mărgineanca, o fabrică de armament devenită, mai târziu, Uzina Mecanică Plopeni.

## Activitatea științifică
- Optimizarea distribuției motorului cu 14 cilindri în dublă stea, IAR-1000 A.
- Studiu constructiv al unei serii de motoare de 7 și 9 cilindri în stea, cu puteri cuprinse între 250 și 400 CP.
- În 1938 a propus construcția unui motor cu 14 cilindri, în stea dublă, de 1500 CP, motor ce prezenta, ca noutate, construcția compresorului și asamblarea arborelui cotit. Refuzându-i-se, în țară, acordarea fondurilor necesare realizării prototipului funcțional, proiectul este predat, în baza unei convenții de colaborare, firmei Gnome et Rhône din Franța, care acordase prima licență de fabricare a motoarelor de avion firmei IAR Brașov, fabrică unde Radu Emil Mărdărescu lucra, atunci, ca simplu inginer.[1]
- Sub conducerea sa s-au executat tractoarele IAR-22 și IAR-23, autoturismele prototip IAR-002 și motocompresorul IAR-003.
- În 1947, pe când era director tehnic la IAR Brașov, inginerul Radu-Emil Mărdărescu a construit 2 automobile prototip echipate cu motoare tip IAR 002, în 2 timpi, motoare care, la o cilindree de circa 1 litru, dezvoltau peste 100 CP. Unul dintre cele două motoare prototip, creație tehnică a inginerului  Radu-Emil Mărdărescu, se află acum în inventarul Laboratorului de motoare al Facultății de mecanică din Brașov.

În figura alăturată espe prezentat acest motor deosebit, ale cărui principale caracteristici tehnice erau următoarele:
- Tipul motorului: MAS în doi timpi cu carburator în depresiune (spălare în echicurent, presiune de admisie 2,4 bari, asigurată de un compresor Roots);
- Numărul și dispunerea cilindrilor: 8 în U;
- Capacitatea cilindrică:  1,18 litri;
- Raportul de compresie: 7;
- Puterea maximă: 102 CP / 75 kW;
- Turația puterii maxime: 5200 rot/min;
- Cuplul motor maxim: 172 Nm;
- Turația de cuplu maxim: 2900 rot/min.
În cadrul Laboratorului de motoare al Catedrei de Automobile și Tractoare din Brașov, a realizat primele teste de omologare la motoarele SR 101 și SR 211, care au echipat primele autocamioane românești. Puțin mai târziu, fiului său, dr. ing. Vladimir Mărdărescu, i-a revenit nobila sarcină de a duce mai departe tradiția Laboratorului de motoare al Facultății de Mecanică din Brașov.
Pe parcursul activității sale științifice, Radu-Emil Mărdărescu a obținut trei brevete de invenție în Germania, pe când colabora cu firmele Auto-Union și Deimler–Benz, și un brevet în România, în colaborare cu alți ingineri, cadre didactice ale Facultății de Mecanică din Brașov. La inițiativa mai multor cadre didactice de la Facultatea de Mecanică din Brașov, pe 17 decembrie 1996 a fost înființată, oficial, ”Fundația profesor Radu Mărdărescu” al cărui prim președinte a fost profesorul universitar dr. ing. Gheorghe Bobescu, unul dintre discipolii de marcă ai lui Radu Mărdărescu.

## Activitatea didactică
În 1948, Radu Mărdărescu și-a început activitatea didactică, predând cursuri de matematică, mecanică și rezistența materialelor la Institutul Forestier din Brașov.
În 1949, înființează Catedra de Automobile și Tractoare în cadrul Institului de Mecanică din Brașov, care lua ființă în același an. La scurt timp, în mod excepțional, inginerul Radu-Emil Mărdărescu devine profesor universitar cu drepturi depline, neinteresându-l niciodată titlul de doctor, câtă vreme venea la catedră de la Uzina IAR Brașov, unde fusese  director de proiect pentru motoarele de aviație.
În calitatea sa de profesor universitar, a fost conducător științific de doctorate, până în 1968 (când a murit, înainte de vreme) pentru nume de marcă ale învățământului automobilistic românesc, amintindu-i aici pe cunoscuții profesori universitari: Gheorghe Bobescu, Dan Abăitancei, Gheorghe Alexandru Radu, Gheorghe Poțincu și Tiberiu Nagy.

## Lucrări științifice publicate
1. Mărdărescu, R. - Mărimile specifice ale motoarelor cu ardere internă. În revista ”Metalurgia” nr.4, București, 5 mai 1955.
2. Mărdărescu, R. – Vibrația gazelor în conducta de admisie la motoarele în patru timpi cu cilindri în linie. În ”Motoare pentru automobile și tractoare”, Litografia Învățămîntului, București, 1959.
3. Mărdărescu, R. – Motoare de automobile și tractoare. Institutul Politehnic din Brașov, 1959.
4. Mărdărescu, R., Hoffmann, V. și Abăitancei, D. - Motoare pentru automobile și tractoare. Editura Didactică și Pedagogică, București, 1968.

## Citate
«Între "meseriași" este deja folclor priceperea profesorului Radu Mărdărescu, apropiat al industriei românești de autocamioane de la Brașov, care avea așa o pricepere, încât dupa "muzică" putea să spună că nu lucrează bujia a patra sau că injectorul al treilea de la Diesel este blocat.»
Victor Știr, scriitor.